# Geonoma undata
Geonoma undata är en enhjärtbladig växtart som beskrevs av Johann Friedrich Klotzsch. Geonoma undata ingår i släktet Geonoma och familjen Arecaceae. Inga underarter finns listade i Catalogue of Life.

## Bildgalleri

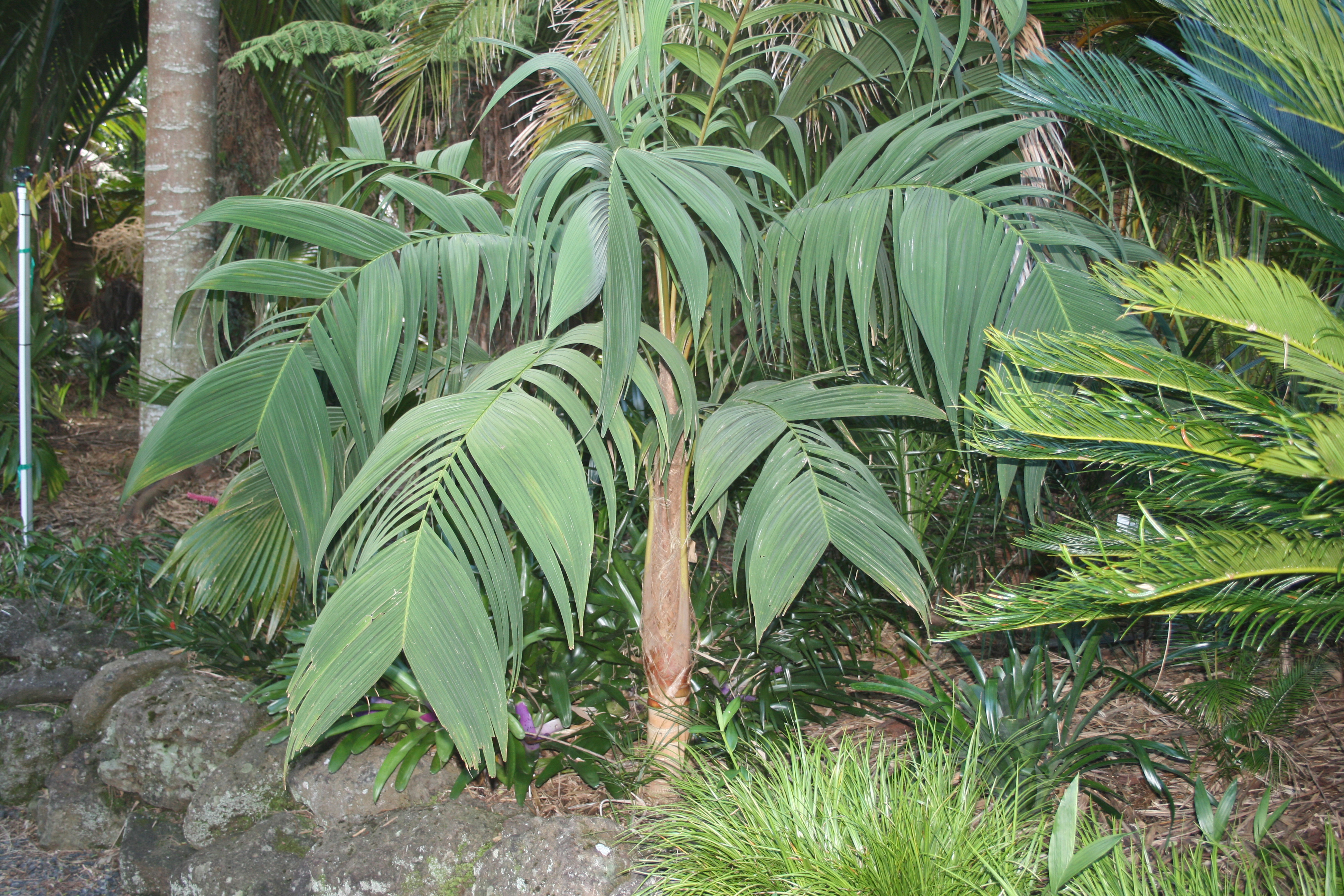